# 목감초등학교
목감초등학교는 대한민국 경기도 시흥시에 있는 공립 초등학교이다.

## 학교 연혁
- 1997.03.01 목감초등학교 개교(21학급)
- 1998.02.16 제1회 졸업식(93명)
- 1999.03.01 병설유치원 개원(1학급)
- 2003.03.01 본관 5층 교실 증축
- 2005.11.28 운동장차양막, 우레탄트랙, 체육시설 설치
- 2008.09.04 영어체험실 현대화
- 2008.12.02 과학실 현대화
- 2009.07.06 도서실 현대화
- 2010.03.01 보육교실 설치
- 2010.12.21 학생안전강화학교 구축
- 2013.02.05 교육환경개선사업(화장실 리모델링)
- 2014.02.28 보육교실 1학급 증설
- 2014.09.01 제8대 김은숙 교장선생님 취임
- 2014.02.13 제18회 졸업식(졸업생 103명)
- 2015.03.01 20학급 편성(특수 1학급 포함)

## 참고 자료
- 목감초등학교 - 한국교육학술정보원 학교알리미